# Červený Kláštor (tu viện)
Červený Kláštor (tiếng Hungary: Vöröskolostor) là tu viện thời Trung cổ nằm ở Slovakia,  gần làng Červený Kláštor trong Dãy núi Pieniny, bên dòng sông Dunajec.

## Thời kỳ Carthusian
Tu viện thành lập vào đầu thế kỷ 14, dưới thời Vương quốc Hungary. Các tài liệu của tòa án năm 1307 nói rằng một người tên là Kokos từ Brezovica (Berzevice), đã thành lập tổng cộng sáu tu viện. Năm 1319, ông hiến tặng 62 khu đất của làng Lechnice. Vào năm 1330, một công trình kiến trúc bằng gỗ được xây dựng, sau đó thay thế bằng vật liệu gạch và đá.
Tu viện đã trải qua một số cuộc tranh chấp giữa các lãnh chúa Czorsztyn, và bị người Hussite chiếm đóng vào năm 1431 và năm 1433. Tu viện bị hư hại sau Trận Mohács vào năm 1515, và vào năm 1545 Các hiệp sĩ Czorsztyn từ lâu đài Niedzica tấn công tu viện.

## Thời kỳ hậu Carthusian
Năm 1699, Ladislav Maťašovský, một giám mục ở Nitra (Nyitra), mua tu lại viện.

Năm 1820, Hoàng đế Franz Joseph I trao tu viện cho giáo phận Công giáo Hy Lạp mới thành lập ở Prešov.

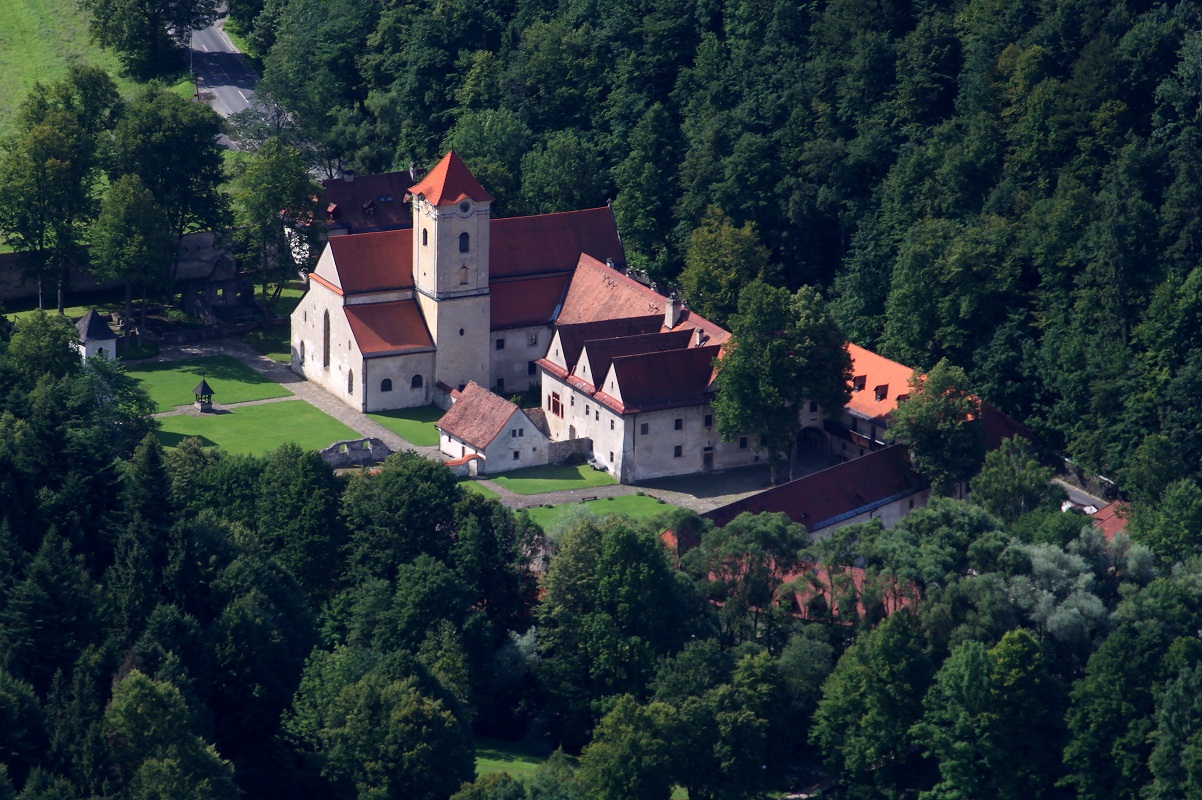
Nhà thờ và nhà hội họp
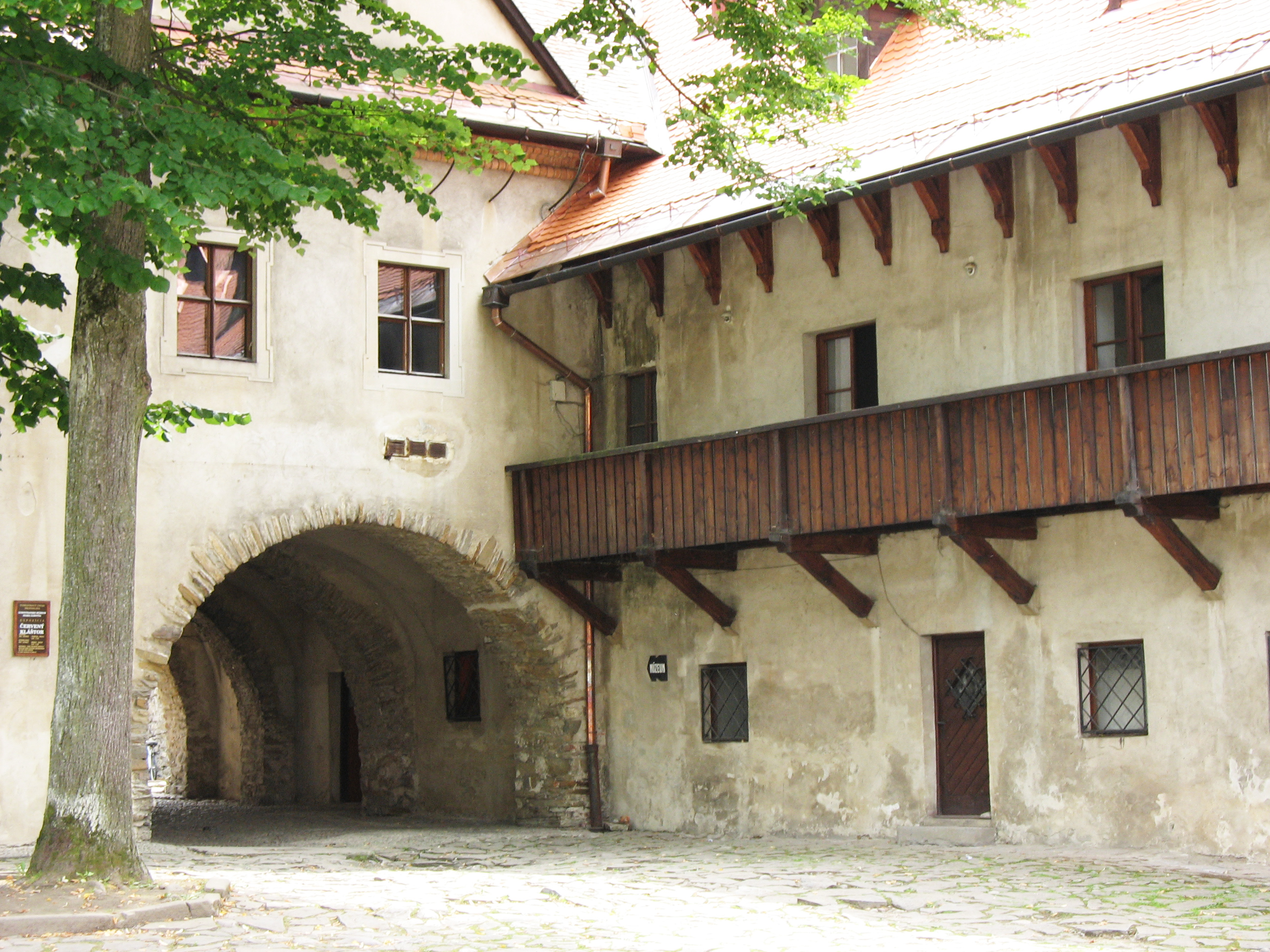
Sân
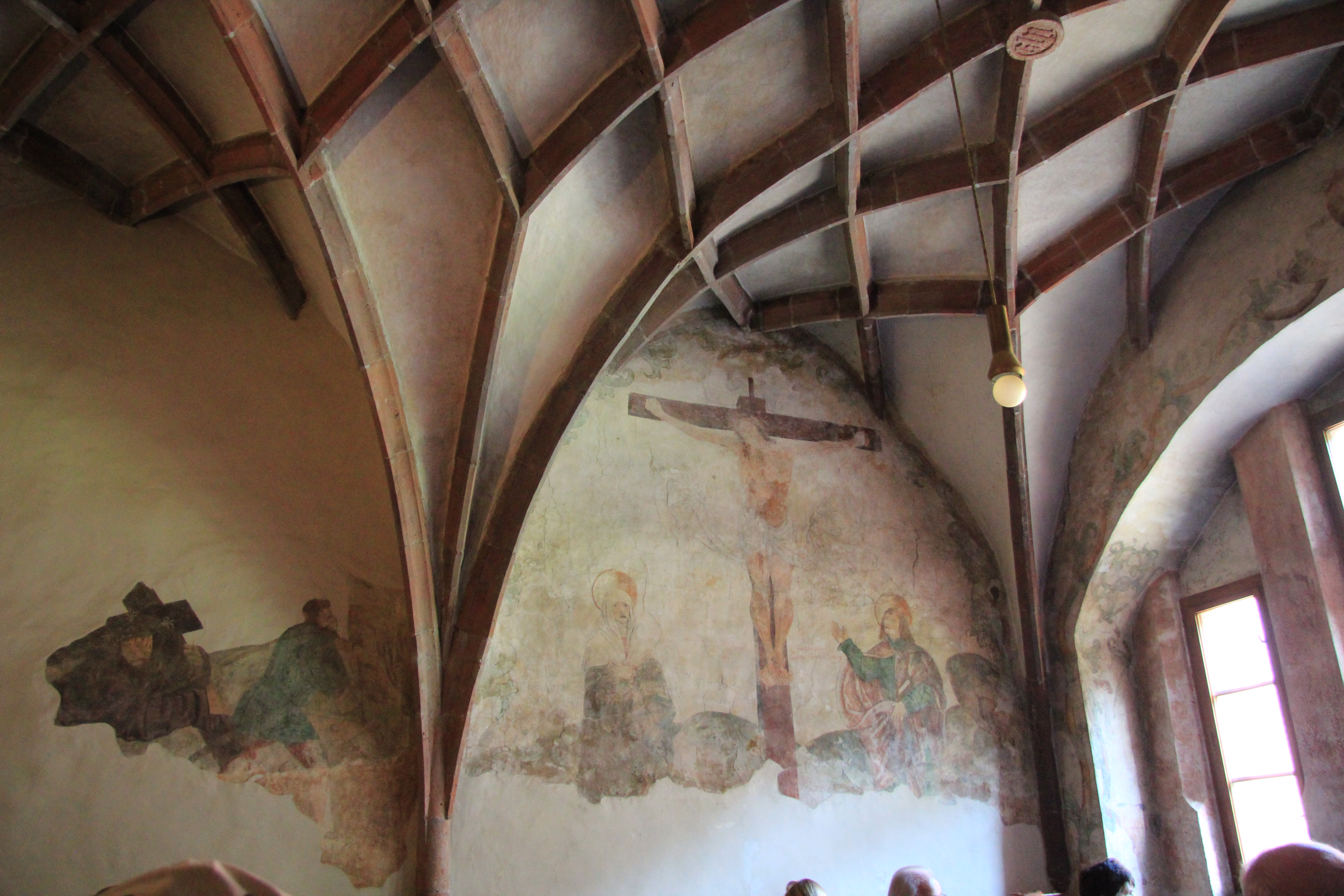
vòm xây bằng gạch

Tu viện gặp hỏa hoạn vào năm 1907 và hư hại nặng nề, nhưng sau khi tái thiết vào năm 1956–66 đã mở cửa trở lại và phục vụ du khách.

## Bảo tàng
Ngày nay, tu viện vẫn thuộc quyền sở hữu của nhà nước, mở cửa cho du khách tham quan dưới hình thức bảo tàng lịch sử.
Bảo tàng tu viện bắt đầu mở cửa cho khác tham quan vào năm 1993. Từ năm 1999 đến năm 2007, tu viện được quản lý bởi Bảo tàng Ľubovňa ở Stará Ľubovňa. Kể từ năm 2008, tu viện được quản lý bởi Ủy ban Di tích của Cộng hòa Slovakia, cơ quan này đã tân trang lại và mở rộng các khu trưng bày hiện có.